# CERN Axion Solar Telescope

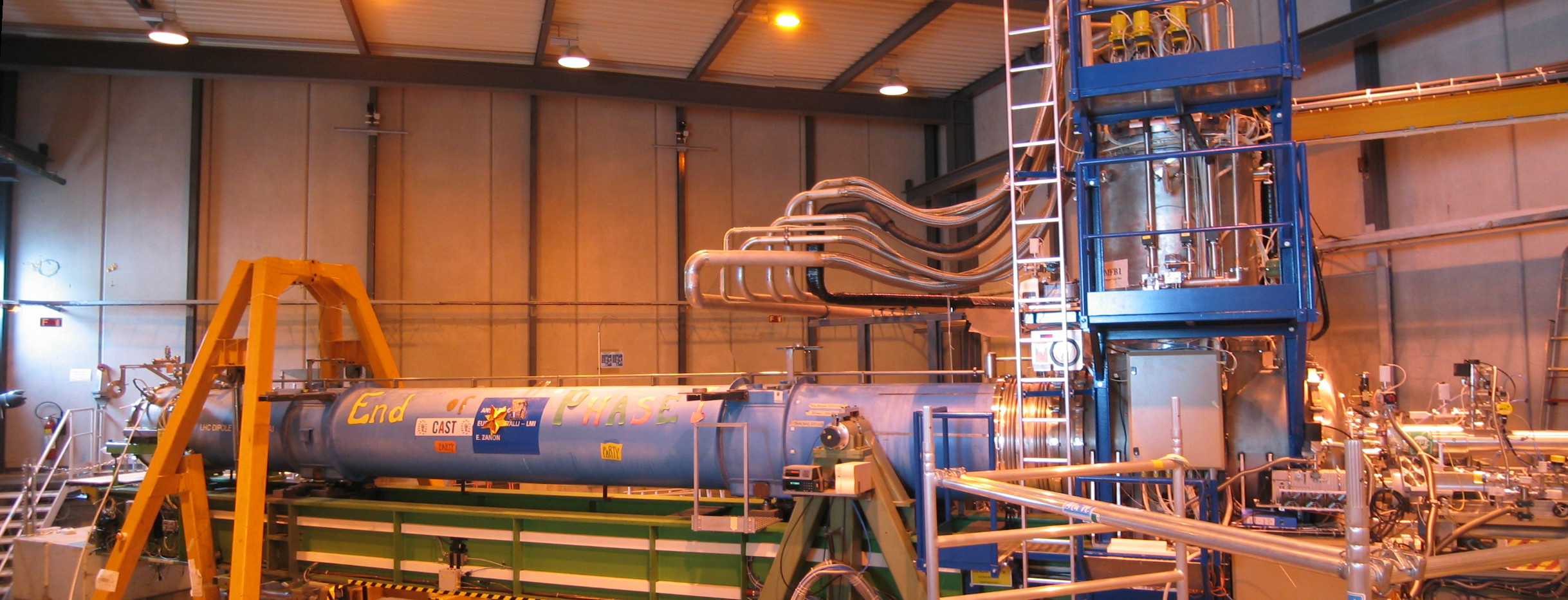
CAST. Il telescopio-magnete (blu) ruota intorno al lato destro, mentre la gru gialla a sinistra nell'immagine gira lungo una guida circolare nel pavimento e alza o abbassa il lato sinistra per tracciare il Sole.

Il CERN Axion Solar Telescope (CAST) è un esperimento di fisica astroparticellare per la ricerca di assioni originati dal Sole. L'esperimento, situato al CERN in Svizzera, fu avviato nel 2002 con la prima presa dati a partire da maggio 2003. Riuscire nella rivelazione di assioni solare costituirebbe una grande scoperta in fisica delle particelle, e aprirebbe anche una finestra nuova sull'astrofisica del nucleo solare.
Se gli assioni esistono, potrebbero essere prodotti nel nucleo del Sole quando i raggi X urtano elettroni e protoni in presenza di forti campi elettrici. L'apparato sperimentale è costituito da un magnete lungo 9,26 m smantellato dal LHC capace di produrre un campo massimo di 9,5 T. Si prevede che questo forte campo magnetico converta gli assioni solari di nuovo in raggi X per una conseguente rivelazione da parte dei rivelatori di raggi X. Ogni giorno il telescopio osserva il Sole per circa 1,5 ore all'alba e altre 1,5 ore al tramonto. Le restanti 21 ore, lo strumento punta lontano dal Sole e misura i livelli di sfondo degli assioni.
CAST cominciò ad essere operativo nel 2003 e cercava gli assioni fino a 0,02 eV. Nel 2005, fu aggiunto l'elio-4 al magnete, estendendo la sensibilità a masse fino a 0,39 eV, poi fu usato l'elio-3 nel periodo 2008–2011 per masse fino a 1,15 eV. CAST fu poi azionato di nuovo nel vuoto per cercare gli assioni sotto gli 0,02 eV.
Al 2014, CAST non ha ancora fornite prove definitive per l'esistenza di assioni solari. Ha notevolmente ristretto il range dei parametri in cui queste particelle potrebbero esistere. Ha inoltre fissato limiti significativi sul accoppiamento degli assioni con gli elettroni e i fotoni.
Un articolo del 2017 che usa dati dalla run 2013-2015 ha riportato un nuovo limite massimo sull'accoppiamento assione-fotone di 0,66×10−10 /GeV.
Basandosi sull'esperienza del CAST, è stato proposto un elioscopio di assioni di nuova generazione, molto più grande: l'International Axion Observatory (IAXO). Attualmente è in progettazione.